# Ecaterina Dunăreanu-Vulpe
Ecaterina Dunăreanu-Vulpe (n. 10 mai 1901, Constanța, România – d. 31 decembrie 1994, București, România) a fost un arheolog român. 
A făcut studiile secundare la Constanța și pe cele superioare la București. A fost membră a Școlii Române din Roma în perioada 1924-1926, devenind apoi doctor în litere. În perioada anilor 1928-1929 a devenit membră a Școlii Române de la Paris, apoi asistentă și ulterior conservatoare la Muzeul Național de Antichități din București. A predat istoria artei la Academia de Belle Arte din Iași și a devenit șefă de sector la Institutul de arheologie București. Ca arheolog s-a ocupat de epoca geto-dacă având contribuții semnificative la complexul neolitic de la Izvoare și siturile de la Tinosu, Poiana și Popești.

## Lucrări publicate
- Tezaurul de la Pietroasa, București 1967
- Les fouilles de Tinosul, în „Dacia”, volumul I, 1924
- Les fouilles de Poiana, în „Dacia”, volumele III-IV, 1929-1932